# Preußische T 14.1
Die T 14.1 der Preußischen Staatseisenbahnen und der Württembergischen Staats-Eisenbahnen waren Güterzugtenderlokomotiven mit der Achsfolge 1’D1’. Sie wurden später von der Deutschen Reichsbahn als Baureihe 93.5–12 in ihren Nummernplan eingeordnet.
Mit der Neukonstruktion sollte das Manko der preußischen T 14, die zu große Achslast der vorderen Laufachse von 17,3 t im Vergleich zur Treibachse mit 14,2 t, behoben werden, dies gelang nur begrenzt. Die Vorratsbehälter für Wasser und Kohle waren gegenüber der T 14 vergrößert worden.

## Geschichte
Die erste Serie der neukonstruierten T 14.1 von 22 Lokomotiven wurde ab 1918 gebaut. Trotz der immer noch bestehenden Probleme mit der Lastverteilung, war der Einsatz zufriedenstellend und so wurden ab 1919 weitere Serien in Auftrag gegeben. 
Da nach dem Ersten Weltkrieg zahlreiche Fahrzeuge älterer Baureihen defekt oder durch Reparationsleistungen verloren gegangen waren, schaffte die Württembergische Staatsbahn neue Lokomotiven zunächst für die Strecke von Esslingen am Neckar über Stuttgart nach Ludwigsburg an. Die hier als T 14 bezeichneten Maschinen wurden nach dem Vorbild der preußischen T 14.1 gebaut und wichen nur in wenigen Details von diesen ab, so hatten sie Sicherheitsventile der Bauart Pop-Esslingen und Petroleumbeleuchtung, wodurch der zweite Hauptluftbehälter vorne an Stelle des Propangasbehälters untergebracht werden konnte. Die Lokomotiven erhielten die Nummern 1441–1460.
Für die Preußischen Staatseisenbahnen bzw. die preußischen Direktionen der Deutschen Reichsbahn waren zwischen 1918 und 1924 insgesamt 729 Fahrzeuge beschafft worden; für die Württembergischen Staats-Eisenbahnen bzw. die Direktion Stuttgart sind 1921 und 1922 zusammen 39 Lokomotiven beschafft worden. Im Nummernplan der Deutschen Reichsbahn wurden die T 14.1 als 93 501–1261 (Baureihe 93.5–12) eingereiht. Die ehemals württembergischen Maschinen waren darin als 93 795–814 und 832–850 enthalten.
1952 hat die Deutsche Bundesbahn einen Bestand von 423 Lokomotiven. Bei der Deutschen Reichsbahn waren 138 Lokomotiven verblieben.
Bei der Deutschen Bundesbahn wurden die Lokomotiven der Baureihe 93.5–12 im Jahr 1968 noch in die neue, EDV-taugliche Baureihenbezeichnung 093 umgezeichnet. Angeschrieben war es jedoch nur bei der 093 526. Die letzten Exemplare wurden aber noch im selben Jahr ausgemustert. Bei der Deutschen Reichsbahn wurden die ab 1970 als 93.1–6 bezeichneten 20 Lokomotiven bis 1972 ausgemustert.
Nach dem Ersten Weltkrieg gelangten sechs Maschinen zur PKP und wurden als Baureihe TKt2 bezeichnet. Infolge des Zweiten Weltkriegs verblieben dann 68 Lokomotiven unter der zuvor genannten Bezeichnung in Polen, deren letztes Exemplar 1972 ausgemustert wurde.
Das einzige noch existierende Exemplar, die 93 526, befindet sich im Deutschen Dampflokomotiv-Museum in Neuenmarkt. Sie wurde äußerlich aufgearbeitet und ist seit 2016 wieder in der Ausstellung.

## Konstruktive Merkmale
Wie bei der preußischen T 14 wurde auf das Triebwerk und den Kessel der preußischen G 8.1 zurückgegriffen. Die Lokomotiven waren 70 cm länger als die T 14, da Platz für größere Wasservorräte gebraucht wurde. Damit wurde die Lok auch schwerer. Noch vor der ersten Laufachse wurde der Behälter für das Propangas für die Beleuchtung angebracht, so dass die Schienenräumer noch vor diesem angebracht wurden. Ab der zweiten Serie erhielten die Lokomotiven auch einen zweiten Luftbehälter unter dem Tenderkasten. Allerdings war nun die hintere Laufachse mit 187,3 kN höher als die der Treibachsen belastet, womit ein Einsatz auf Nebenbahnen nicht mehr möglich war. Darum wurde der hintere Wasserkasten verschlossen, damit konnte dieser Wert auf 170,6 kN verringert werden. Dies ging zu Lasten der Reichweite.
Die Lokomotiven waren recht leistungsfähig und konnten in der Ebene 1.330 t mit 50 km/h befördern, auf einer Steigung von 3 ‰ wurden 985 t mit 45 km/h und bei 6 ‰ 600 t mit 40 km/h erreicht.
Durch Änderungen im Fahrwerk (Ausbohren der Gegengewichte) konnte die Höchstgeschwindigkeit von anfänglich 65 km/h auf 70 km/h hochgesetzt werden.